# Joachim Rampon
Pour les articles homonymes, voir Rampon.
Joachim Achille, comte Rampon est un homme politique français né le 9 juillet 1805 à Paris et mort le 11 janvier 1883 à Paris

## Biographie
Fils du général Antoine-Guillaume Rampon et de Marie-Louise Élisabeth Riffard de Saint-Martin, il est élève de Saint-Cyr, il en sort sous-lieutenant en 1827. Il quitte l'armée en 1830, avec le grade de lieutenant, pour devenir l'aide de camp de La Fayette.
Il est député de l'Ardèche de 1839 à 1842 et siège dans l'opposition. Après un retrait de la vie politique, il est élu conseiller général du canton de Tournon en 1867. Il échoue comme candidat d'opposition aux législatives de 1869. Il est élu député de l'Ardèche en 1871, et devient président du groupe du centre-gauche, soutenant Adolphe Thiers. En 1871, il devient président du conseil général de l'Ardèche. En 1876, il est élu sénateur, et devient vice-président du Sénat. Il meurt en fonction en 1883.

## Distinctions
- Officier de la Légion d'honneur (1837)[1],[2]